# Heteralex rarata
Heteralex rarata là một loài bướm đêm trong họ Geometridae.